# 美丽八色鸫
美丽八色鸫（学名：Pitta superba），是八色鸫科八色鸫属的一种，为巴布亚新几内亚的特有种。全球活动范围约为1,800平方千米。该物种的保护状况被评为易危。
美丽八色鸫的平均体重约为115.0克。栖息地包括亚热带或热带的湿润低地林和亚热带或热带的（低地）湿润疏灌丛。